# Бенетиці
49°41′01″ пн. ш. 15°21′19″ сх. д. / 49.68361° пн. ш. 15.35528° сх. д.

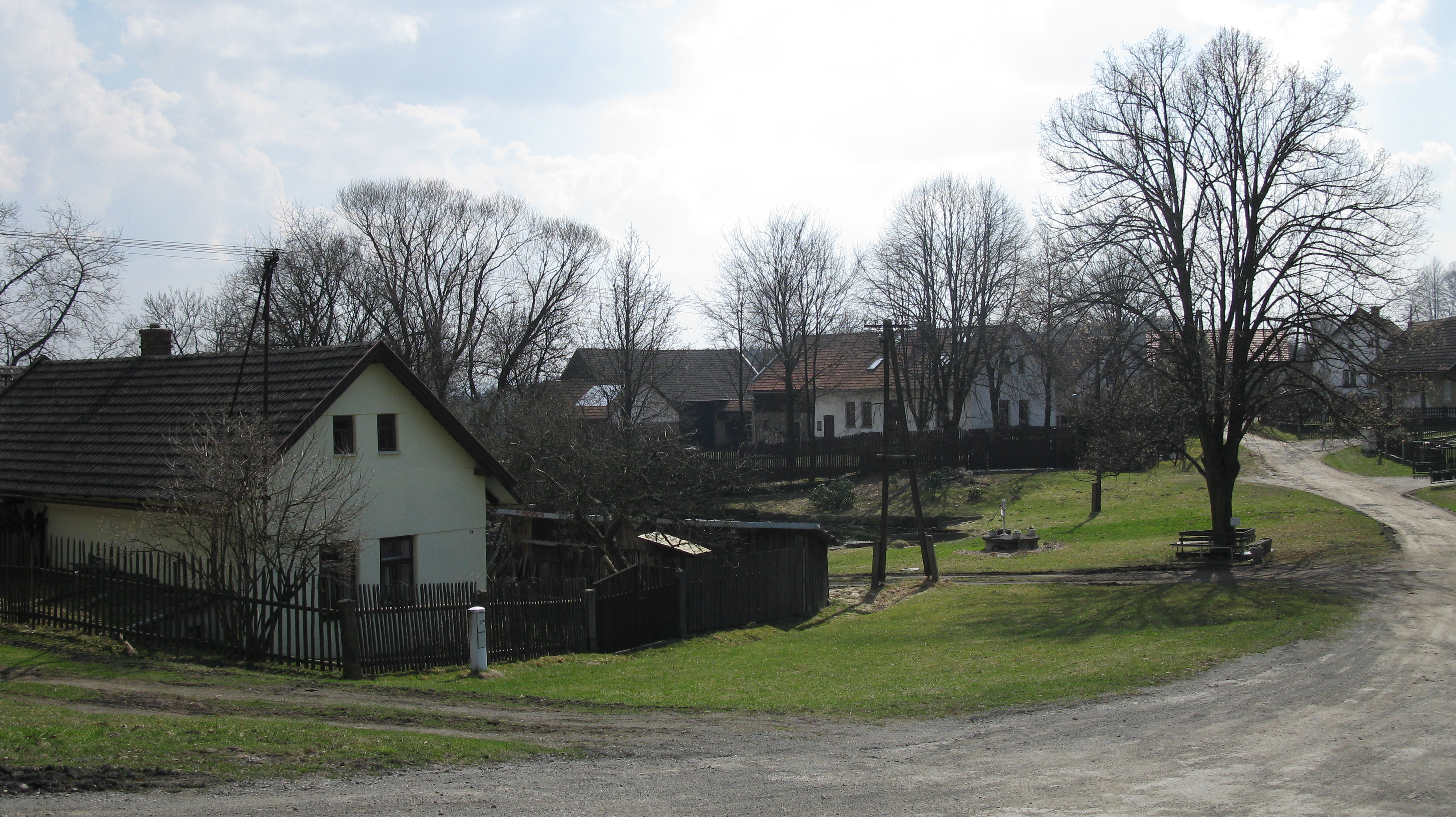
Бенетиці

Бенетиці (по-чеськи «Benetice») — невеличке село на північний захід від міста Свєтла-над-Сазавою у краї Височіна, Чехія. У селі мешкає 37 осіб і з 1980 року село існує як частина Свєтла-над-Сазавою. Колись тут була скляна фабрика, від назви якої походить багато місцевих назв, наприклад, Na sušírnách або Sklárenský rybník (назва ставка). Сьогодні планується створити тут піонерський табір, у якому зможе відпочивати молодь не тільки з Чехії, а й з Угорщини, Польщі та Німеччини.
Також село Бенетиці відоме мальовничим видом на замок Ліпніце. Нижче замку стоїть будинок Ярослава Гашека і неподалік від нього — пам'ятник письменнику. На головній площі височіє костел Святого Віта, поруч з ним — па'мятник Магістру Яну Гусу.

## Photos

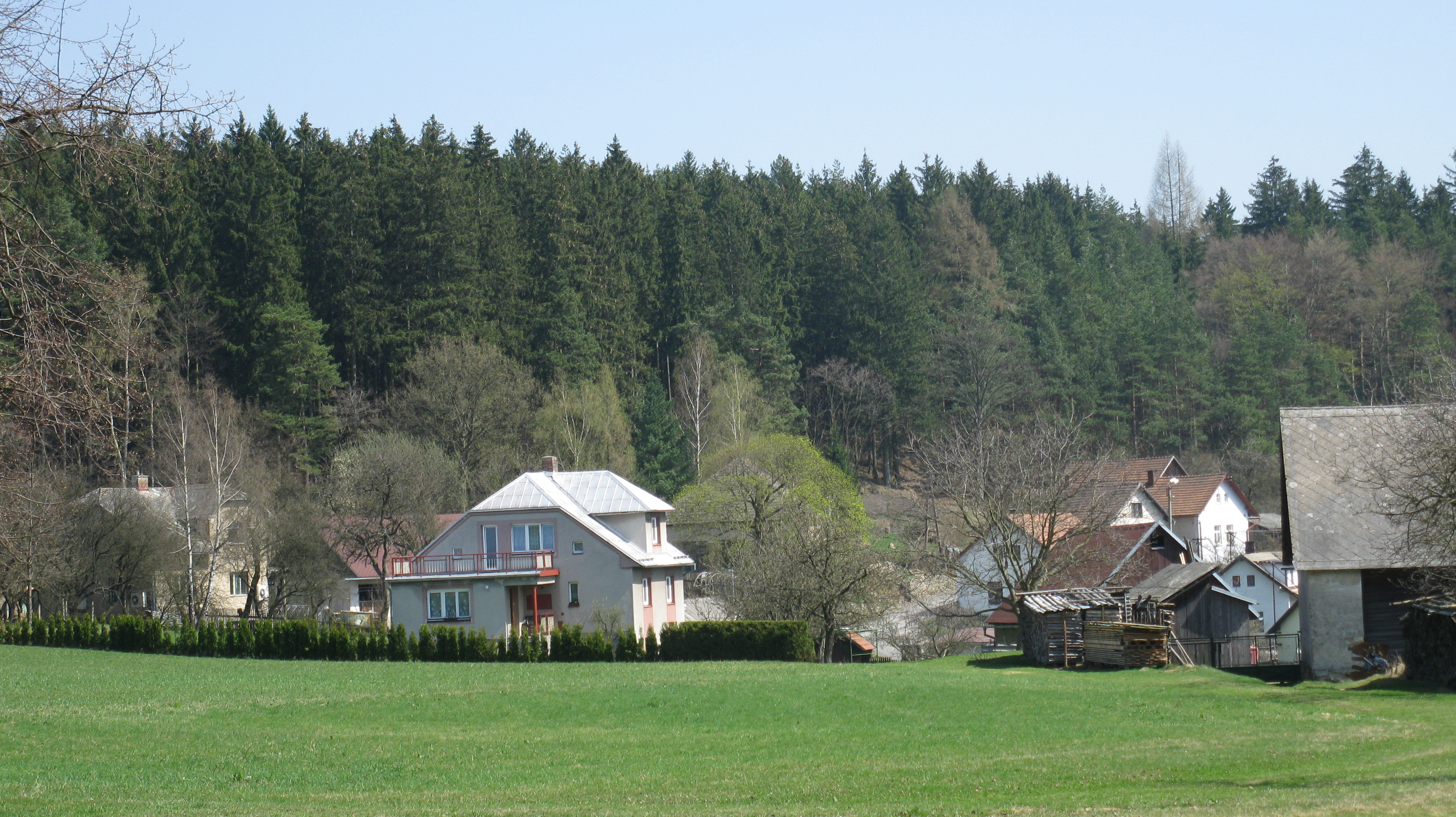
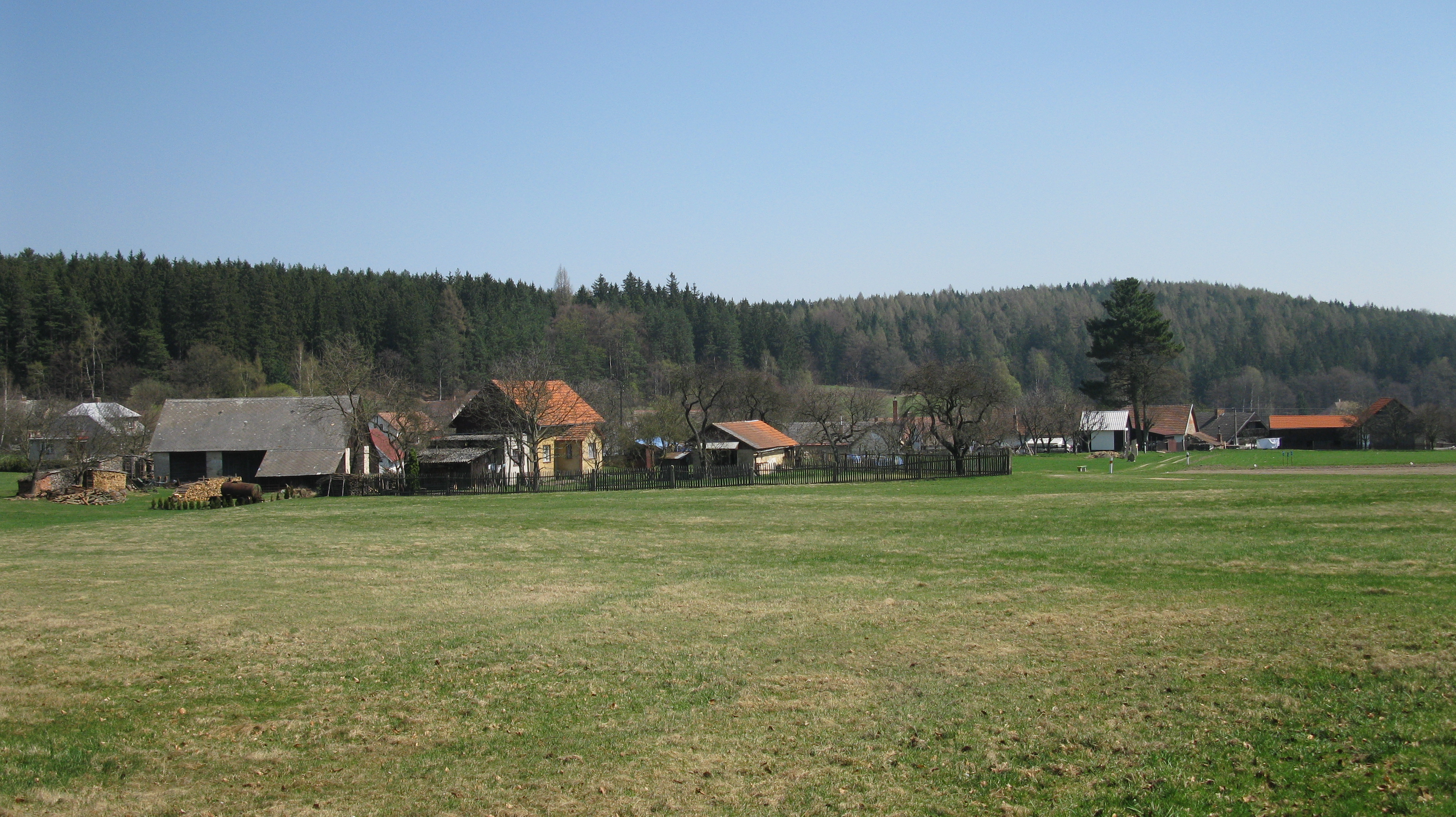
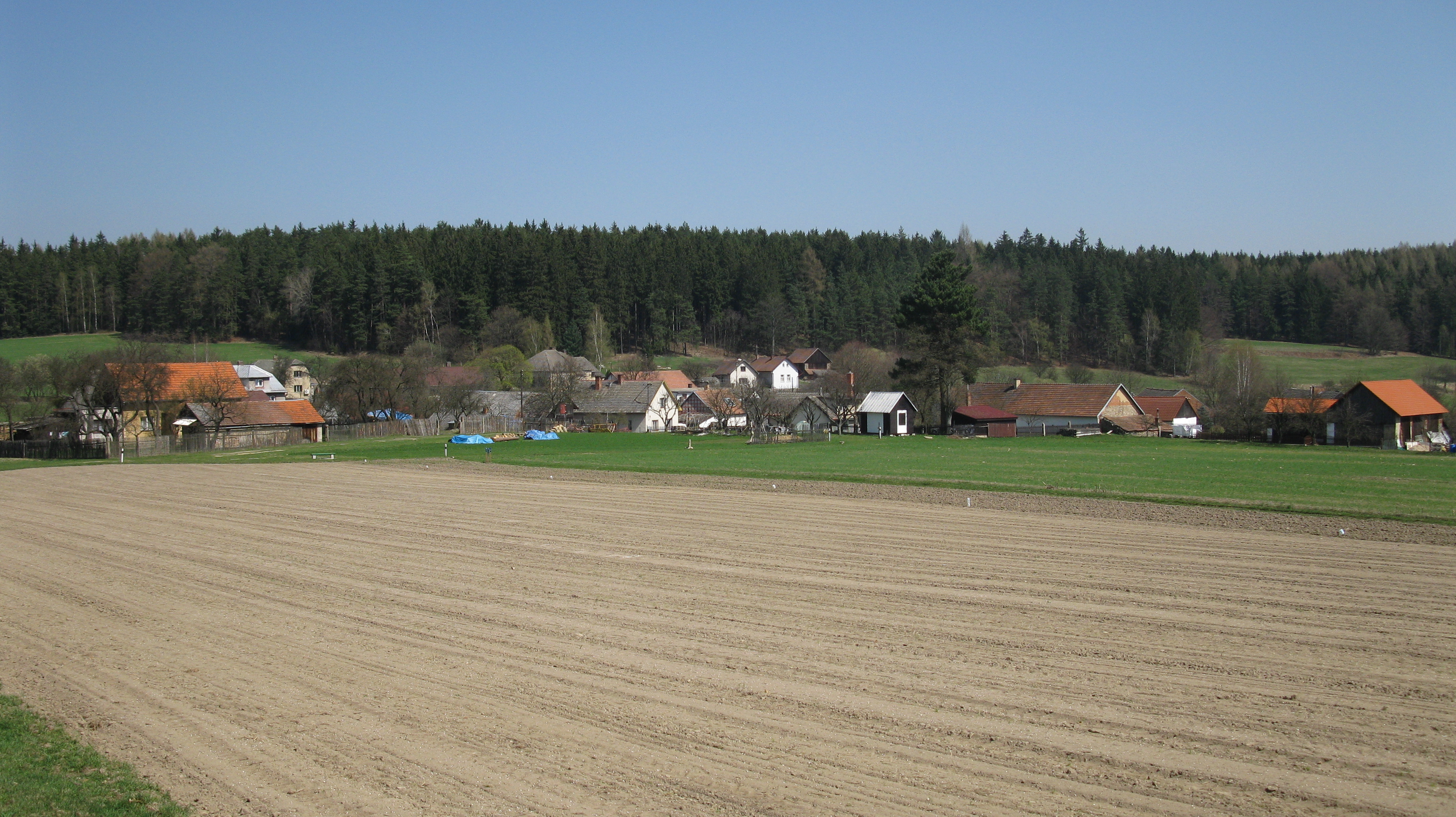
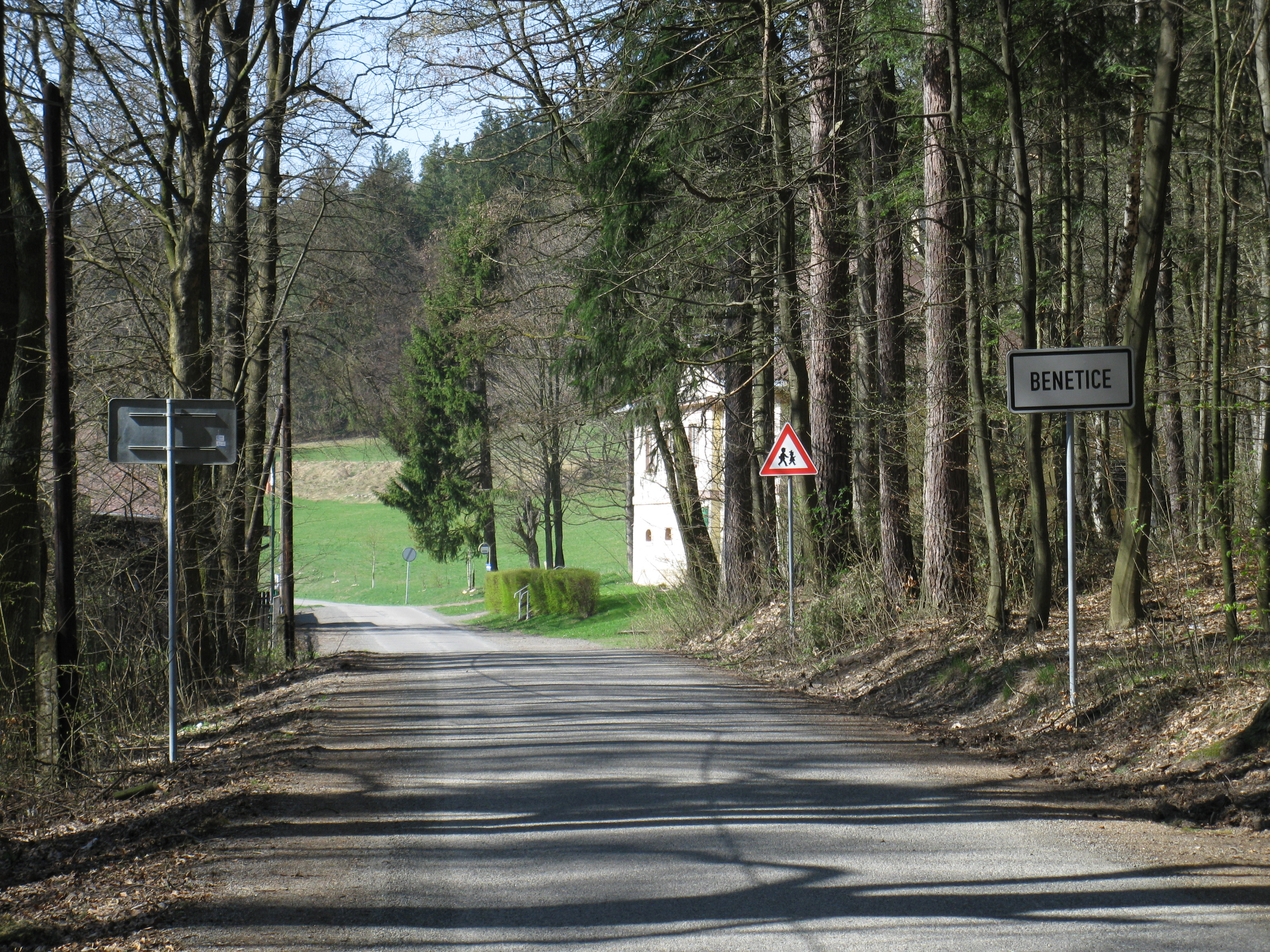
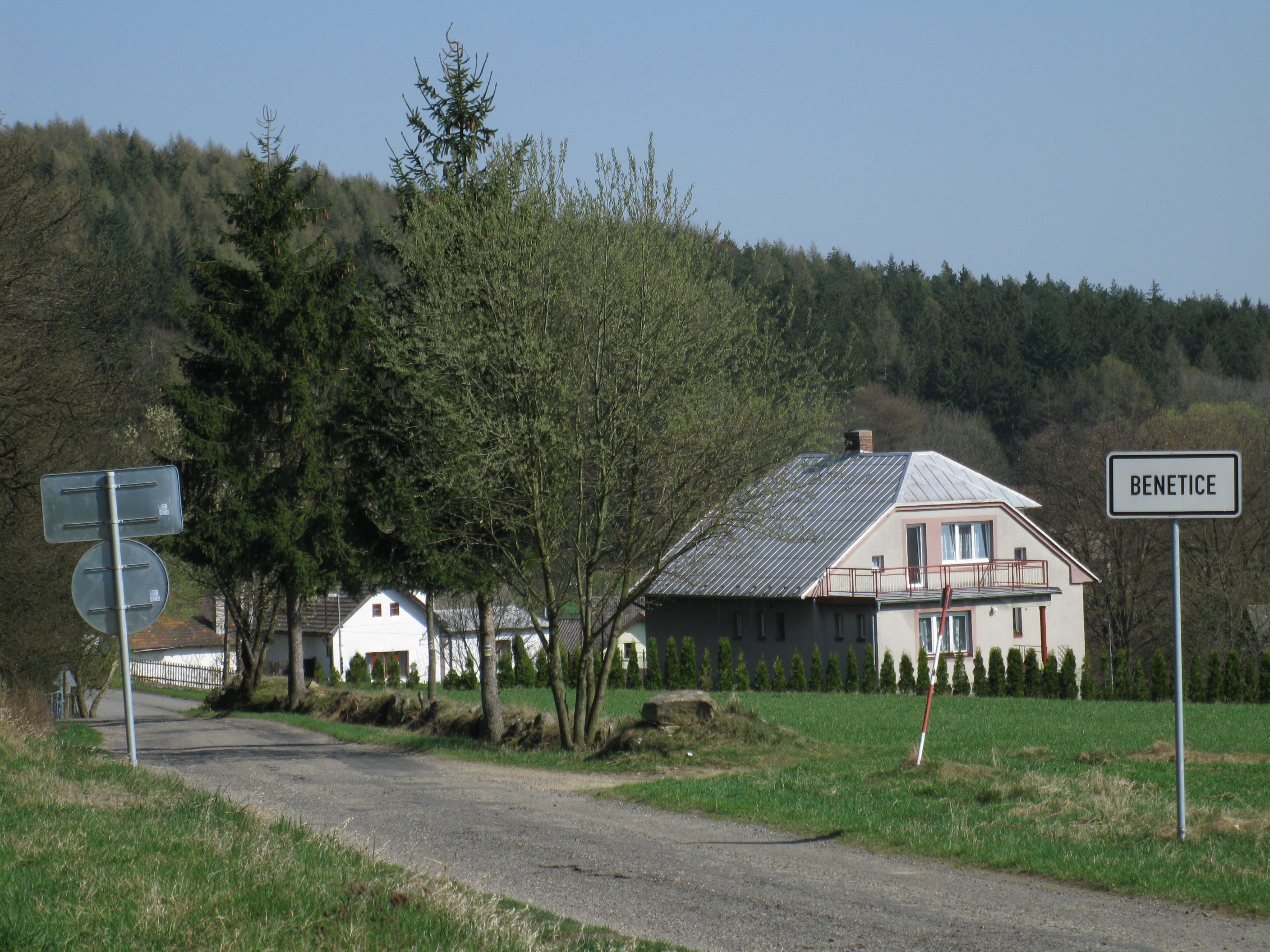
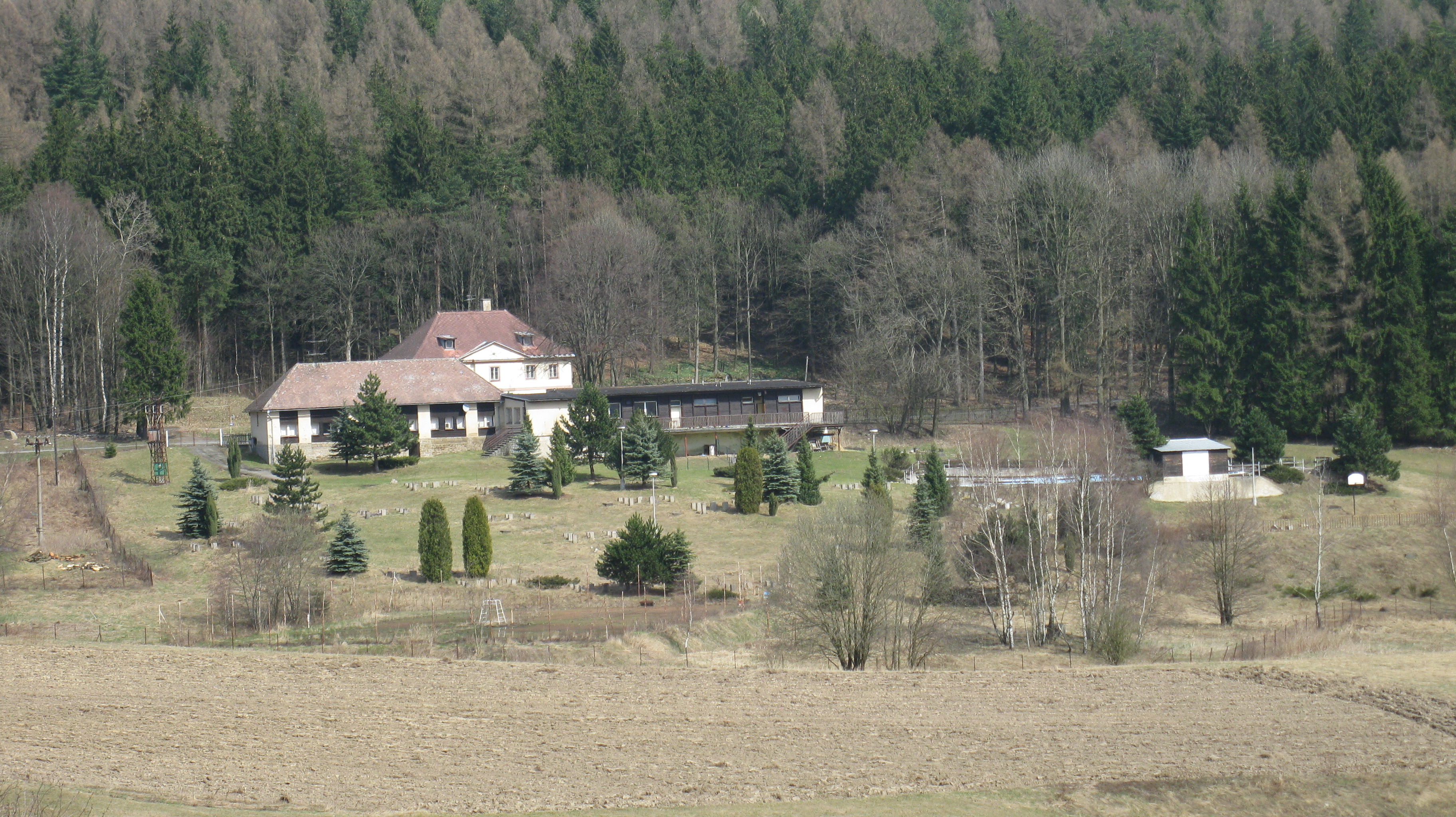
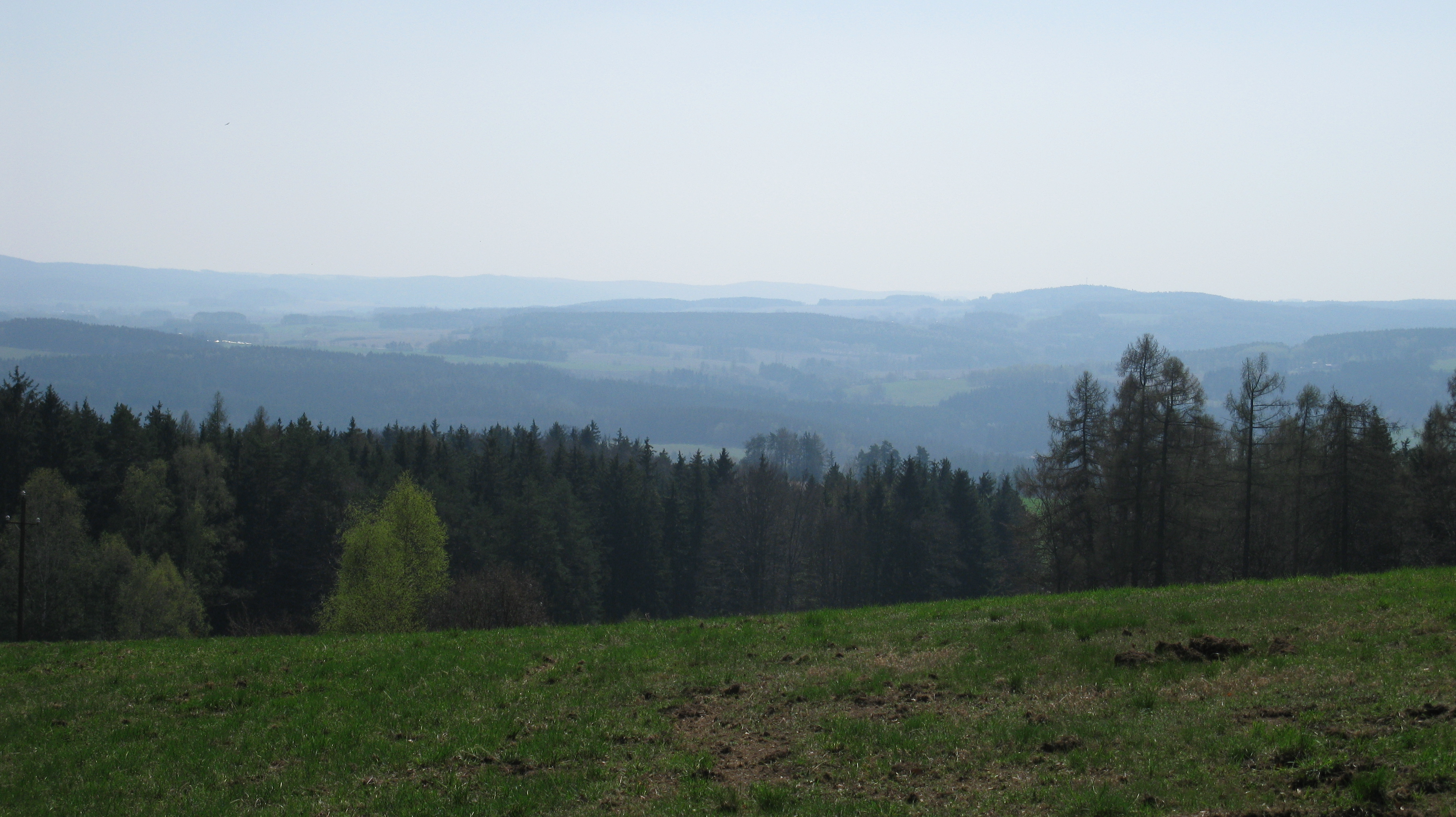
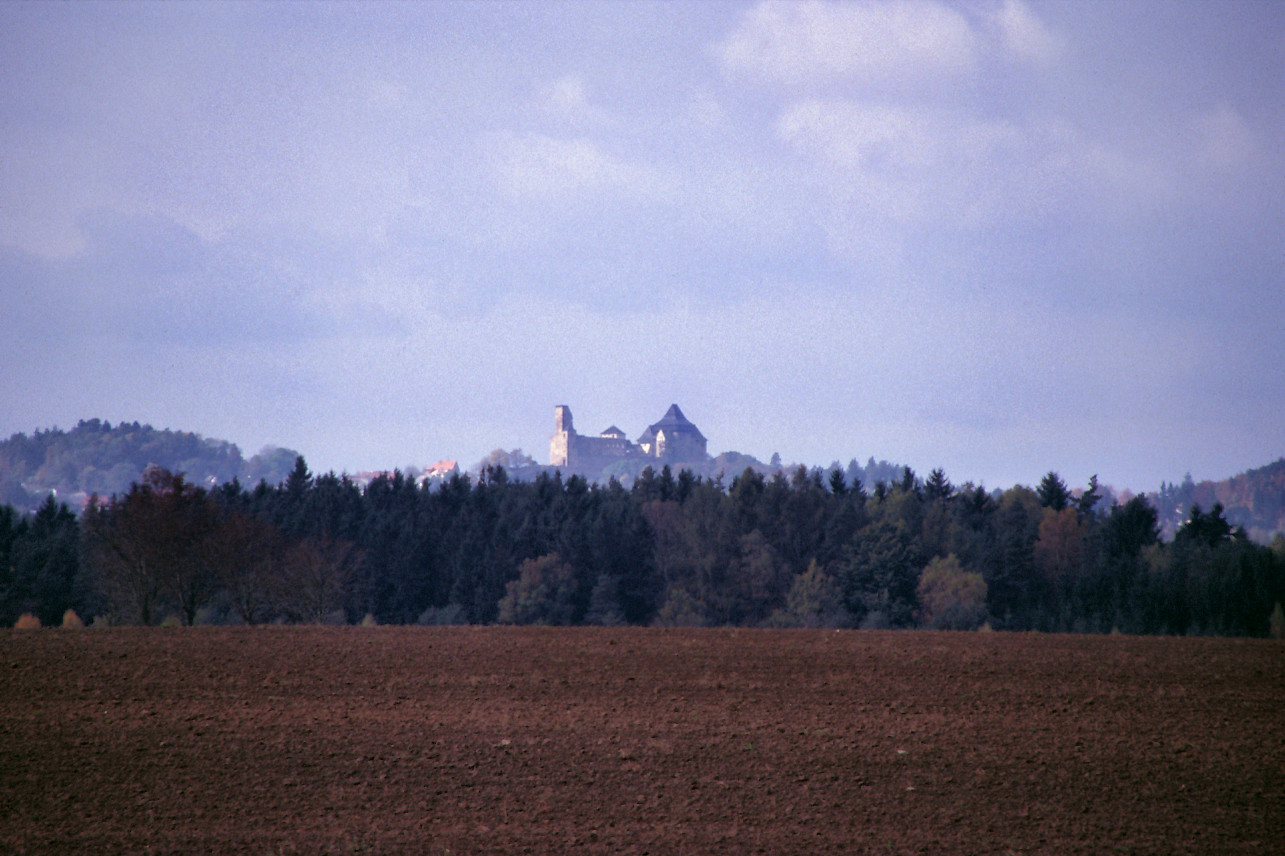
Замок Ліпніце
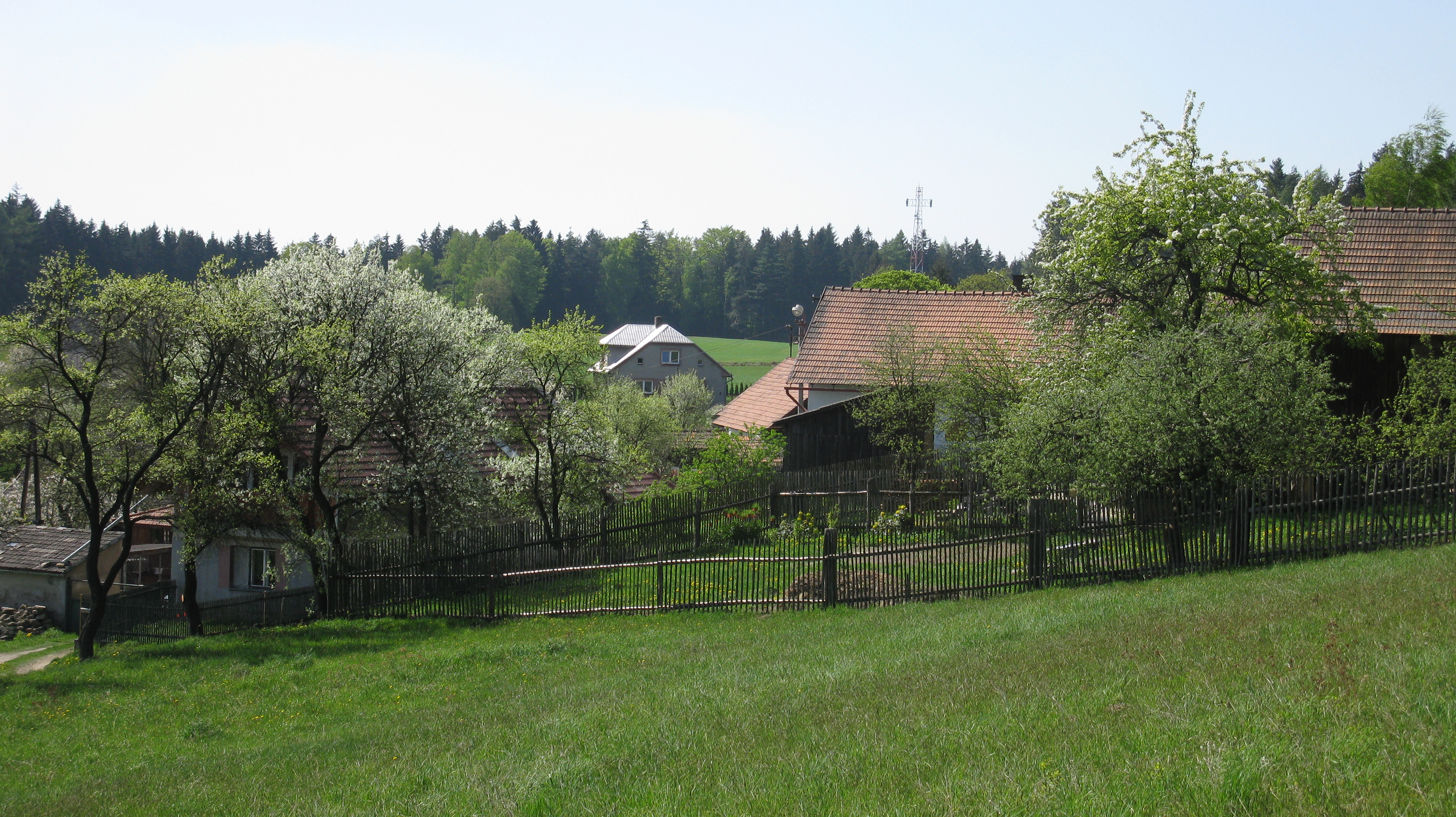
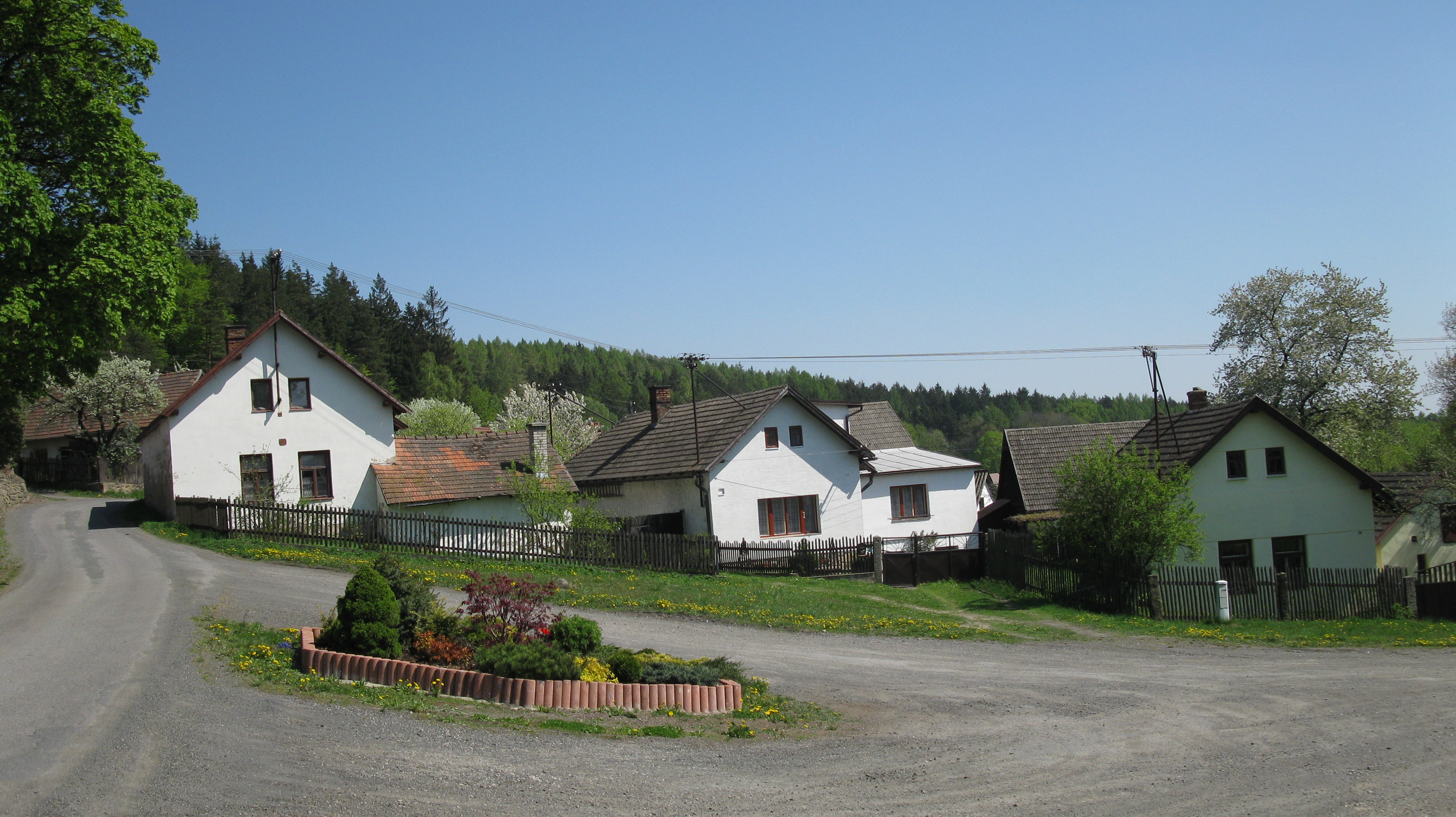